# Baltimore Ravens Ring of Honor
Auf dem Baltimore Ravens Ring of Honor ehren die Baltimore Ravens aus der National Football League (NFL) Spieler, Trainer und Offizielle, die sich um das Franchise besonders verdient gemacht haben.

## Geschichte
Der Ring of Honor wurde 2001 ins Leben gerufen. Die aufgenommenen Personen werden auf einem Band im Innern des M&T Bank Stadium, der Spielstätte der Ravens, geehrt. Die Anzahl der Personen, die pro Jahr aufgenommen werden können, ist nicht begrenzt. Das Wahlgremium setzt sich aus Offiziellen der Ravens zusammen. Eine regelmäßige Wahl findet nicht statt. Der Ring of Honor hat eine Besonderheit. Im Jahr 2002 wurden zahlreiche Spieler der Baltimore Colts in die Ehrenrunde aufgenommen. Die betreffenden Personen sind allesamt Mitglieder in der Pro Football Hall of Fame.
Die Ravens firmierten bis 1995 als Cleveland Browns und wurden nach dem Umzug nach Baltimore umbenannt. Die Ravens setzen allerdings nicht die Tradition der Browns fort. Diese nahmen im Jahr 1999 als neues Team unter dem alten Namen den Spielbetrieb wieder auf, siehe dazu Cleveland Browns. Persönlichkeiten der Cleveland Browns, die ausschließlich für diese Mannschaft tätig waren, werden daher nicht in den Ring of Honor aufgenommen.

## Mitglieder

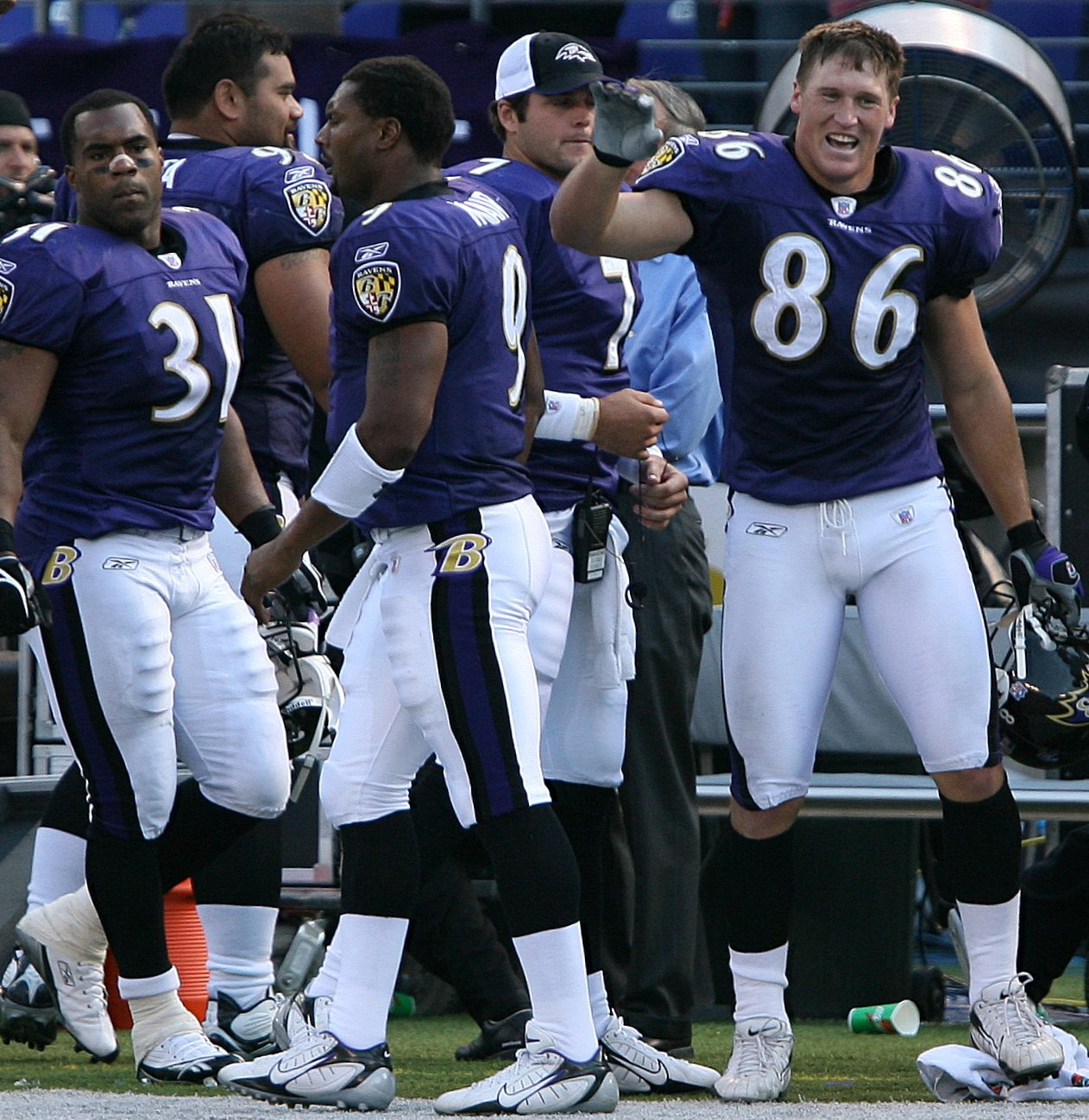
Runningback Jamal Lewis (31) und Tight End Todd Heap (86) im Oktober 2006

Legende
|  | Pro Football Hall of Fame Finalist           |
|  | Aufgenommen in die Pro Football Hall of Fame |

| Baltimore Ravens Ring of Honor Mitglieder |                 |                      |                      |                     |                                                                                 |
| #                                         | Name            | Position(en)         | Saisons in Baltimore | Datum der Ernennung | Erfolge in Baltimore                                                            |
| 21                                        | Earnest Byner   | Runningback, Trainer | 1996–1997            | 26. November 2000   |                                                                                 |
| 19                                        | Johnny Unitas   | Quarterback          | 1956–1972            | 20. Oktober 2002    | 10× Pro Bowl, 7× All-Pro, 4× NFL MVP                                            |
| 24                                        | Lenny Moore     | Halfback             | 1965–1967            |                     | 7× Pro Bowl, 7× All-Pro                                                         |
| 70                                        | Art Donovan     | Defensive Tackle     | 1953–1961            |                     | 5× Pro Bowl, 4× All-Pro                                                         |
| 77                                        | Jim Parker      | Offensive Lineman    | 1957–1967            |                     | 8× Pro Bowl, 10× All-Pro                                                        |
| 82                                        | Raymond Berry   | Wide Receiver        | 1955–1967            |                     | 6× Pro Bowl, 5× All-Pro                                                         |
| 83                                        | Ted Hendricks   | Linebacker           | 1969–1973            |                     | 3× Pro Bowl, 3× All-Pro                                                         |
| 88                                        | John Mackey     | Tight End            | 1963–1971            |                     | 5× Pro Bowl, 3× All-Pro                                                         |
| 89                                        | Gino Marchetti  | Defensive End        | 1953–1966            |                     | 11× Pro Bowl, 10× All-Pro                                                       |
| —                                         | Art Modell      | Besitzer             | 1996–2003            | 3. Januar 2004      | Transferierte die Cleveland Browns nach Baltimore                               |
| 99                                        | Michael McCrary | Defensive End        | 1997–2002            | 4. Oktober 2004     | 2× Pro Bowl, 1× All-Pro                                                         |
| 58                                        | Peter Boulware  | Linebacker           | 1997–2005            | 5. November 2006    | 4× Pro Bowl, 1× All-Pro, Defensive Rookie of the Year                           |
| 75                                        | Jonathan Ogden  | Offensive Tackle     | 1996–2007            | 26. Oktober 2008    | 11× Pro Bowl, 9× All-Pro                                                        |
| 3                                         | Matt Stover     | Placekicker          | 1996–2008            | 20. November 2011   | 1× Pro Bowl, 1× All-Pro                                                         |
| 31                                        | Jamal Lewis     | Runningback          | 2000–2006            | 27. September 2012  | 1× Pro Bowl, 1× All-Pro, Offensive Player of the Year, 2.000-Yard Club          |
| 52                                        | Ray Lewis       | Linebacker           | 1996–2012            | 22. September 2013  | 13× Pro Bowl, 10× All-Pro, 2× Defensive Player of Year, Super Bowl MVP          |
| 86                                        | Todd Heap       | Tight End            | 2001–2010            | 28. September 2014  | 2× Pro Bowl, 1× All-Pro                                                         |
| 20                                        | Ed Reed         | Safety               | 2002–2012, 2015      | 22. November 2015   | 9× Pro Bowl, 8× All-Pro, Defensive Player of Year                               |
| —                                         | Brian Billick   | Head Coach           | 1999–2007            | 29. September 2019  | Super Bowl Champion (XXXV), 2× AFC North-Divisionsieger, 4× Play-off-Teilnahmen |
| 92                                        | Haloti Ngata    | Defensive Tackle     | 2006–2014            | 11. Oktober 2021    | 5× Pro Bowl, 5× All-Pro                                                         |
| 73                                        | Marshal Yanda   | Guard                | 2007–2019            | 4. Dezember 2022    | 8× Pro Bowl, 7× All-Pro                                                         |
| 55                                        | Terrell Suggs   | Linebacker           | 2003–2018            | 22. Oktober 2023    | 7× Pro Bowl, 2× All-Pro, Defensive Player of Year, Defensive Rookie of the Year |